# Otto Riethmüller

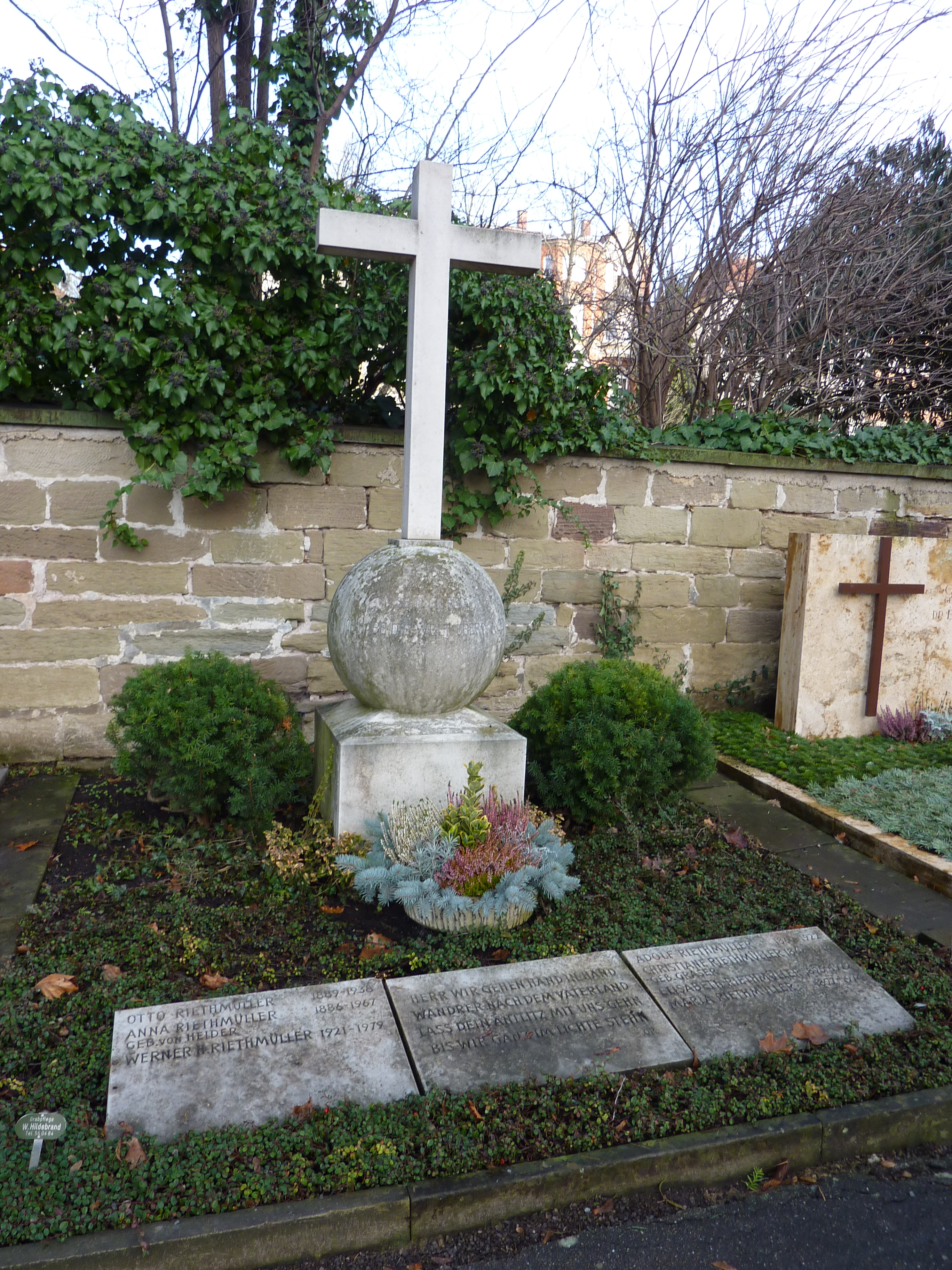
Grab Riethmüllers auf dem Uff-Kirchhof: Kreuz auf der Weltkugel, Inschrift

Otto Heinrich Riethmüller (* 26. Februar 1889 in Cannstatt bei Stuttgart; † 19. November 1938 in Berlin) war ein Pfarrer und geistlicher Dichter.

## Leben

Kreuz auf der Weltkugel

Otto Riethmüller studierte Theologie in Tübingen und wurde dabei besonders von Adolf Schlatter geprägt. Nach seiner Ordination hatte er verschiedene Pfarrstellen inne, unter anderem ab 1919 in Esslingen am Neckar, wo unter seiner Amtszeit die expressionistische Südkirche erbaut wurde. 1928 übernahm er die Leitung des evangelischen Reichsverbandes weiblicher Jugend im Burckhardthaus in Berlin-Dahlem, das 1889 von Johannes Burckhardt gegründet worden war. Seit 1935 war er Vorsitzender der Jugendkammer der Bekennenden Kirche.
In diese Jahre fallen die Bearbeitung von Liedern der Böhmischen Brüder wie Sonne der Gerechtigkeit, die Übersetzung lateinischer Hymnen wie Verbum supernum prodiens (Das Wort geht von dem Vater aus) und eigene Lieder (Herr, wir stehen Hand in Hand), die in den Jugendgesangbüchern Ein neues Lied und Der helle Ton von ihm herausgegeben wurden.
Nach der „Machtergreifung“ der Nationalsozialisten versuchte er sich 1933 dem System anzupassen, indem er für die Sammlung Ein neues Lied auf einen eigenen Text das Lied Deutschlands Erwachen komponierte, in dem es in der 3. Strophe heißt: „Arbeit und Freiheit für jeglichen Stand / Kämpferland, Hitlerland / schirm dich Gottes Hand“.
Andererseits war Riethmüller Mitglied der Bekennenden Kirche, die sich, im Gegensatz zu den Deutschen Christen, gegen die Gleichschaltung durch das Nazi-Regime wehrte (siehe auch Barmer Theologische Erklärung), und unterschrieb als einer der Ersten den Aufruf gegen die Einführung des Arierparagraphen in der Kirche. Er versteckte von Anfang an Jüdinnen in seiner Bibelschule. 1935 wählte ihn die Bekennende Kirche zum Vorsitzenden der Reichsjugendarbeit.
Riethmüller starb am 19. November 1938 in Berlin und wurde in Stuttgart-Bad Cannstatt beerdigt.
Auf ihn geht die Jahreslosung zurück, die er seit 1930 herausgab. Die Jahreslosung des Jahres 1930 „Ich schäme mich des Evangeliums von Jesus Christus nicht“ (Röm. 1,16a) wählte er in Absprache mit dem Dachverband der Evangelischen Jungmännerbünde, einem Vorläufer des CVJM. Unter Otto Riethmüllers Vorsitz wurde das Kreuz auf der Weltkugel 1935 als Symbol für die Evangelische Jugend festgelegt.
Nach ihm wurden u. a. das Otto-Riethmüller-Haus in Weidenthal, eine Freizeit- und Bildungsstätte der Evangelischen Gemeindejugend, und das Otto-Riethmüller-Haus in Stuttgart, ein evangelisches Ferienwaldheim, benannt.

## Familie
Riethmüller heiratete am 17. Juni 1919 Anna geb. von Heider (1886–1967). Das Paar hatte zwei Söhne und eine Tochter.

## Lieder im Evangelischen Gesangbuch von 1993
- Der Morgenstern ist aufgedrungen (Textbearbeitung 1932, EG 69)
- Singen wir heut mit einem Mund (Textbearbeitung 1932, EG 104)
- Sende dein Licht und deine Wahrheit (Melodiebearbeitung 1932, EG 172 – als "mündlich überliefert" –, RG 34)
- Das Wort geht von dem Vater aus (Textübertragung 1932/1934, EG 223)
- Lob Gott getrost mit Singen (Melodiebearbeitung 1932, EG 243)
- Sonne der Gerechtigkeit (Text neu gestaltet 1932, EG 263; ökumen. Bearbeitung 1970/1973 EG 262, GL 481, RG 795)
- Du Schöpfer aller Wesen (Text und Melodie 1934, EG 485)
- Ewig steht fest der Kirche Haus (Textübertragung 1935, EG Nordelbien 576)
- Nun gib uns Pilgern aus der Quelle (Text 1935, EG Württemberg 579)
- Herr, wir stehen Hand in Hand (Text 1932, EG Niedersachsen und Bremen 602, EG Baden 607, EG Württemberg 594, EG Österreich 595)
- Du Abglanz aller Herrlichkeiten (Textübertragung 1934, EG Baden 669)

In anderen Gesangbüchern finden sich darüber hinaus:
- Kommt her, mit Fleiß zu schauen (Text neu gestaltet 1932, EKG 170)
- Lobt Gott, ihr frommen Christen (Text neu gestaltet 1932, EKG 202)
- Das Wort aus Gottes Herz und Mund (Text 1934, GEmK 427)

## Schriften (Auswahl)
- Des Todes Tod.  Burckhardthaus-Verlag, Berlin-Dahlem 1931 (2. Auflage), DNB-Link
- Was sagt Christus unserem Volk? (Kelle und Schwert, 1). Burckhardthaus-Verlag, Berlin 1935.
- Wehr und Waffen. Burckhardthaus-Verlag, Berlin-Dahlem 1935
- Gott loben, das ist unser Amt. Burckhardthaus-Verlag, Berlin 1935
- Evangelische Jugendführung heute. Burckhardthaus-Verlag, Berlin 1936
- Zielsichere Fahrt. 3. veränd. Auflage. Burckhardthaus-Verlag, Berlin 1936
- Der König aller Gewalten. Burckhardthaus-Verlag, Berlin 1936
- Ein neues Lied. 16. Auflage. Burckhardthaus-Verlag, Gelnhausen 1963